# Hexorthodes hueco
Hexorthodes hueco là một loài bướm đêm trong họ Noctuidae.